# På riktigt?!
På riktigt?! är ett svenskt underhållningsprogram som hade premiär den 25 augusti 2023 på SVT Play och den 27 augusti på SVT1 samma år. Programmet är baserat på den mexikanska förlagan Cuál es el bueno? som har exporterats internationellt. Programledare är Farah Abadi.

## Upplägg
I programmet påstår tre personer ha olika talanger och färdigheter för att sedan på scenen förevisa vad kan de kan. En kändispanel ska därefter försöka gissa vilka som ljuger och vilka som talar sanning.

## Kändispanel

### 2023
| - Robert Gustafsson - Nikki Amini - Filip Dikmen - Carina Berg - Sussie Eriksson - Keyyo - Anis Don Demina - Daniel Nannskog | - Maria Montazami - Morgan Alling - Farao Groth - David Sundin - Ellen Bergström - Sofia Dalén - Antonija Mandir |